# Damien Millet
Pour les articles homonymes, voir Damien Millet.
Damien Millet, né le 27 juin 1968 à Troyes (France), est un professeur de chaire supérieure en mathématiques. Après avoir enseigné au lycée Pothier d'Orléans, il enseigne actuellement au lycée Janson de Sailly à Paris en classe préparatoire MPSI. 
Il mène également des travaux de recherche en histoire de la Renaissance et a publié, en 2023, avec Anaïs Thiérus, un ouvrage important sur une famille autrefois illustre, « Les Chappuys d'Amboise ». En décembre 2023, il obtient le « Prix Rousselin-Mayet 2023 de l'Académie des Sciences, Belles Lettres et Arts de Rouen ». En janvier 2024, il reçoit le « Prix 2023 de l’Académie des Sciences, Arts et Belles-Lettres de Touraine ». En juin 2024, l'Académie française lui attribue son « Prix Monseigneur Marcel ».

## Biographie
Il obtient son Baccalauréat à Troyes en 1985. Après ses classes de Maths Sup et Maths Spé au lycée Henri IV à Paris, il intègre l'École Normale Supérieure de Cachan en 1987. Agrégé de Mathématiques en 1990 et titulaire d'un DEA de Théorie des nombres en 1991, il est nommé professeur de Mathématiques en Maths Sup au lycée Pothier à Orléans en 1992. Depuis 2015, il est professeur de mathématiques en classes préparatoires scientifiques MPSI au lycée Janson-de-Sailly à Paris. Il enseigne en classe de SUP2.
De 1996 à 2001, il dirige une collection de livres de corrigés des concours des grandes écoles d'ingénieurs, L'Observatoire des Concours, aux éditions Gyroscope aujourd'hui disparues. Leur particularité était de réunir en un seul volume les différentes matières scientifiques (mathématiques, physique, chimie, sciences de l'ingénieur), incluant les corrigés détaillés des problèmes d'écrit et d'une sélection de planches d'oral.
De 2000 à 2019, il est un des animateurs du CADTM France (Comité pour l'annulation de la dette du tiers monde) et écrit ou co-écrit dans ce cadre plusieurs ouvrages sur la dette, très critiques envers le FMI, la Banque mondiale et le Club de Paris. En 2011, avec Éric Toussaint, il reçoit le Prix du livre politique à la Foire du livre politique de Liège.
De 2007 à 2010, il est président du Club d'Escrime de Saint-Denis-de-l'Hôtel. En 2008, il crée la section handisport du club qu'il anime durant 4 ans. En janvier 2009, le club est élu Meilleur club d'escrime de France par la Fédération française d'Escrime.
Depuis 2007, il est membre de la French Branch des supporters du Liverpool FC.
Également passionné d'histoire et féru de paléographie, il a mené avec Anaïs Thiérus des recherches sur une famille de la Renaissance, les Chappuys d'Amboise. Soucieux de rigueur historique, les auteurs placent la source documentaire au cœur de leur travail, afin que le lecteur ait connaissance des documents d’époque sur lesquels s’appuient analyses et déductions. La consultation systématique des documents originaux leur a permis d’isoler le faux du vrai, de formuler des déductions précises, d’énoncer des hypothèses plausibles et de rendre possibles plusieurs découvertes d’envergure. 
Son intervention sur Gabriel Chappuys à la Rencontre scientifique internationale sur Les traductions de la littérature espagnole en Europe à l'époque classique, en novembre 2018 au Grand Commun du Château de Versailles, a donné lieu à un article publié dans les actes du colloque . 
Passionné par le Val de Loire entre Blois et Amboise, Damien Millet est aussi l'un des secrétaires de « Vallée de la Cisse ». Dans le bulletin n° 27, il signe un article intitulé Le château de Bury, coffre-fort du royaume. En 2024, il coordonne l'ouvrage consacré au dessinateur et architecte Arthur Trouëssart, intitulé « Arthur Trouëssart, les dessins d'un architecte blésois en vallée de la Cisse. Son album de dessins inédits, offert à Hippolyte de Villemessant en 1860 ».

## Participation à des ouvrages collectifs
- Damien Millet, « Le château de Bury, coffre-fort du royaume », Vallée de la Cisse, no 27,‎ 2022
- Damien Millet et Anaïs Thiérus, « Gabriel Chappuys, homme de la Renaissance et traducteur prolixe », dans Marie-Hélène Maux (dir.) et Marc Zuili (dir.), Les traductions de la littérature espagnole (XVIe – XVIIIe siècle), Paris, L'Harmattan, 2021 (ISBN 978-2-343-23648-3) — Prix Monseigneur-Marcel de l'Académie française 2024
- Damien Millet, « Sur les matières premières, la spéculation tue », dans Le Monde diplomatique, L'Atlas : Un monde à l'envers, Paris, 2009, 225 p., p. 24-25
- Georges Debrégeas (dir.) et Thomas Lacoste (dir.) (préf. Lucie et Raymond Aubrac), L'autre campagne : 80 propositions à débattre d'urgence, 2007 (ISBN 978-2-7071-5067-7)